# Rosenstar
Der Rosenstar (Pastor roseus, Syn.: Sturnus roseus) ist eine Vogelart aus der Familie der Stare. Er tritt häufig invasionsartig auf und ist sehr gesellig.

## Aussehen

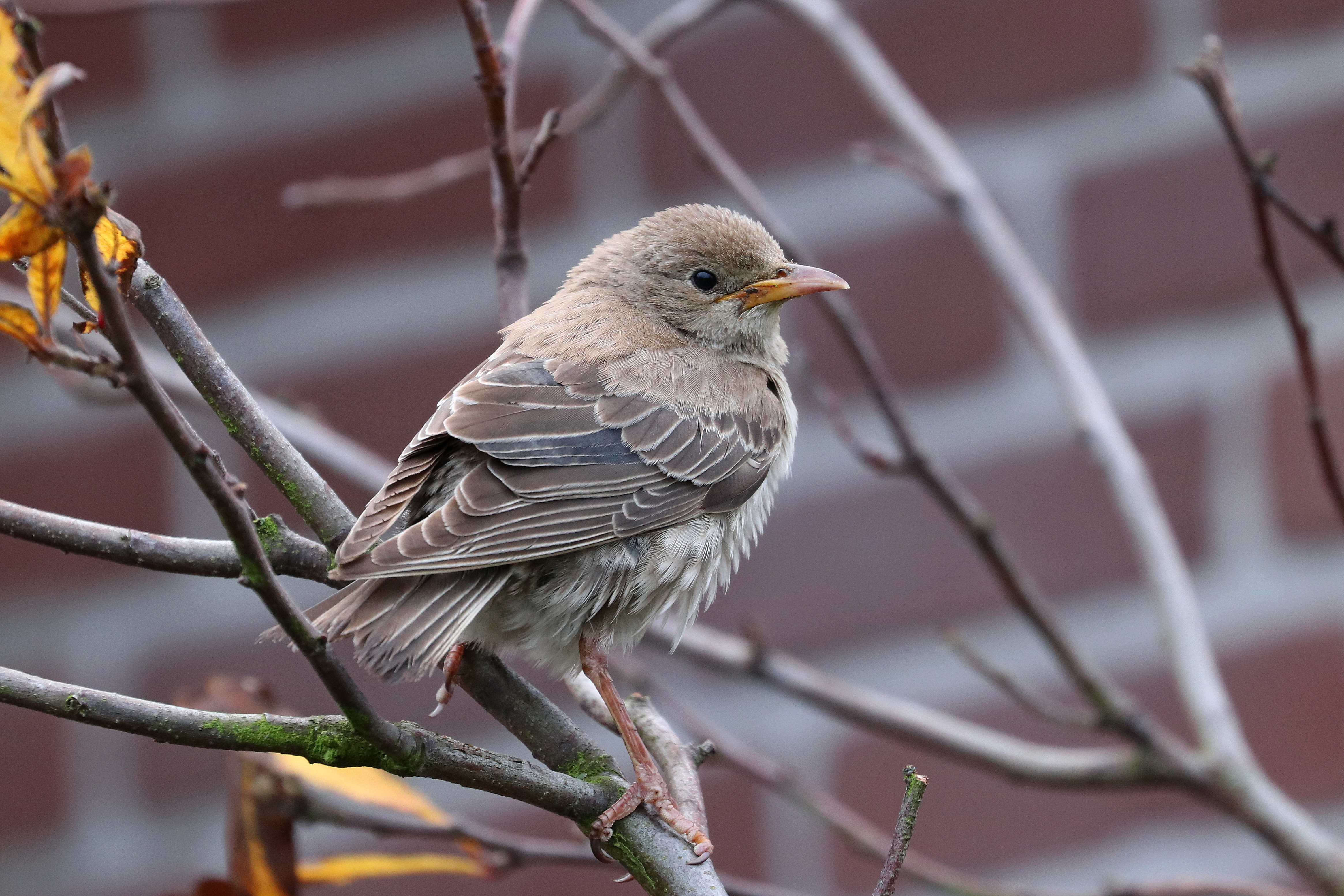
Rosenstar (Jungvogel)

Der Rosenstar ist mit 19 bis 22 cm Körperlänge gleich groß wie der Star (Sturnus vulgaris) und auch sein Körperbau entspricht im Wesentlichen dem des Stars: Mit seinem kurzen, kräftigen Schwanz und spitzen, dreieckig wirkenden Flügeln ist er ein schneller und guter Flieger. Sein Gewicht beträgt zwischen 59 und 89 Gramm.
Das Körpergefieder der adulten Tiere ist ein mattes Rosa und kontrastiert zu schwarzem Kopf, Flügeln und Schwanz. Den Kopf des Männchens ziert ein bis in den Nacken reichender Schopf, und er weist wie die Flügel einen grünmetallischen Glanz auf. Das Weibchen ist insgesamt matter gefärbt, mit kürzerem Schopf und brauneren Flügeln. 
Jungvögel sehen denen des Stars sehr ähnlich, sind jedoch insgesamt heller und zeigen einen auffälligen Kontrast zwischen dunklen Flügeln und hellem Körpergefieder. Der Schnabel ist im Vergleich kürzer, heller und an der Basis gelblich gefärbt. Im Flug lässt der junge Rosenstar einen hellen Bürzel erkennen, der beim Star mit seinen starken Farbvariationen jedoch ebenfalls auftreten kann. 
Individuen im ersten Winter unterscheiden sich von adulten Tieren durch eine schmutzige und verwaschene Rosafärbung sowie oft fehlenden Glanz der Federpartien.

## Lautäußerungen
Der Gesang setzt sich aus rauen Lauten zusammen, die an knackende, knirschende und helle Geräusche erinnern, wie sie beim Gang über Glasscherben entstehen. Er wirkt lebhaft und typisch starenhaft, wenn auch nicht mit dem gleichen Variantenreichtum, wie er vom Star vorgetragen wird. Die Rufe sind kurz und rau. 

## Verbreitung

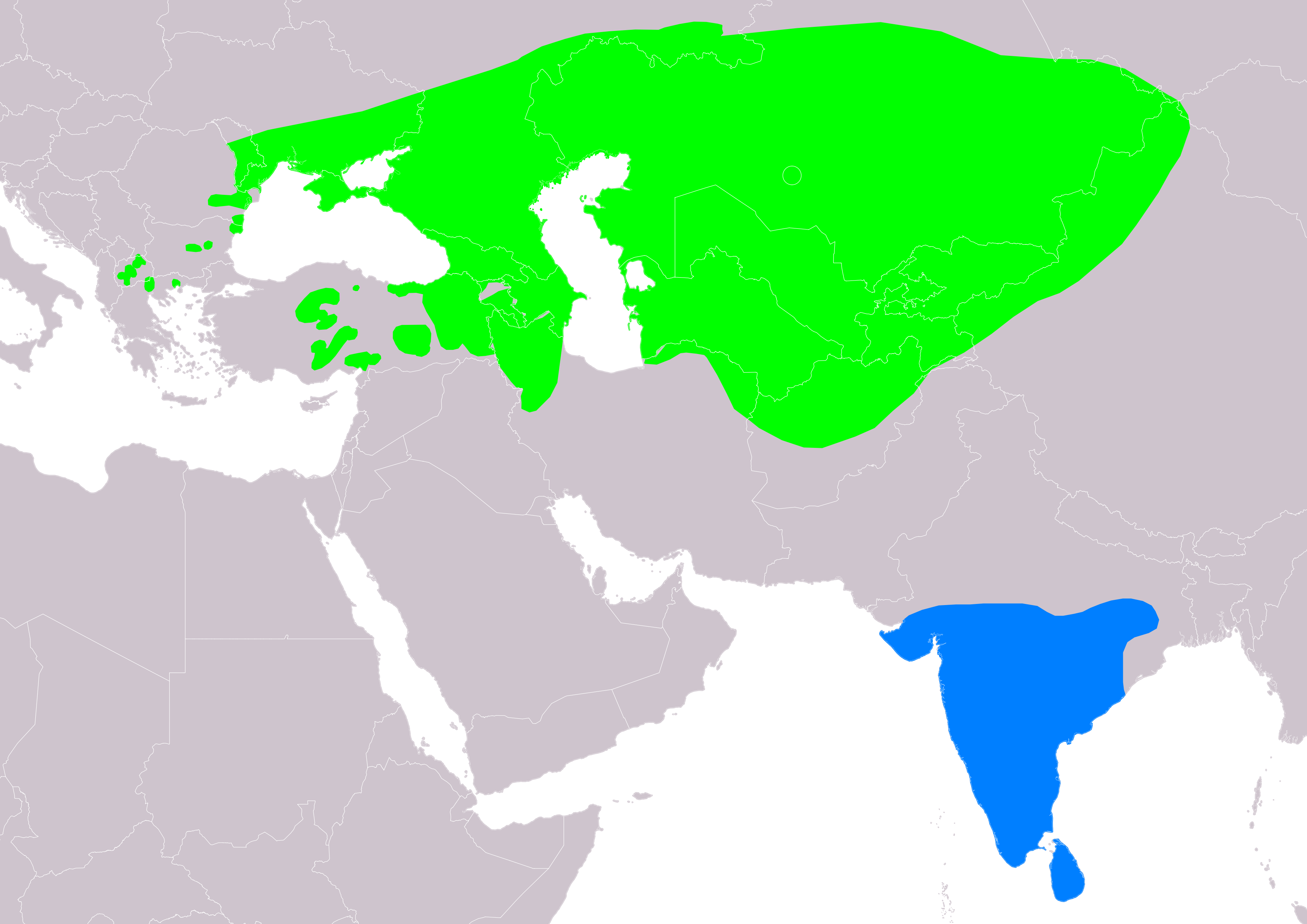
Verbreitung des Rosenstars:
Brutgebiete
ÜberwinterungsgebieteZusammengestellt von BirdLife International and Handbook of the Birds of the World (2016) 2007, IUCN 2020.1

Den Rosenstar findet man in Steppen, Halbwüsten und Wüsten Mittelasiens und Südosteuropas. Von der nordwestlichen Mongolei über Dsungarei, Xinjiang, Kasachstan, Kirgisistan, Tadschikistan, Usbekistan und Turkmenistan bis Südrussland, Ukraine, Aserbaidschan und Armenien ist er zu finden. Bis in den Norden von Afghanistan und Iran reicht sein südliches Verbreitungsgebiet. Unregelmäßige und seltene Bruten werden auch außerhalb dieses Areals beobachtet (Rumänien). Er überwintert hauptsächlich auf dem indischen Subkontinent. 
In Mitteleuropa erscheint er in kleiner, früher auch großer Zahl in Ungarn. In den übrigen Ländern sehr unregelmäßig, nach Westen hin immer seltener. Gefangenschaftsflüchtlinge sind jedoch keine Seltenheit, da der Rosenstar unter Züchtern recht beliebt ist.

## Lebensraum
Hauptsächlich bevorzugt der Rosenstar Steppen-, Halbwüsten- und Wüstenlandschaften sowie mediterrane Ebenen. Er tritt häufig in Gegenden mit gutem Vorkommen von Heuschrecken auf, denen er auch folgt. Der Rosenstar ist in trockenen, offenen Gebieten ebenso zu beobachten wie in Graslandschaften oder felsigen Geröllhängen.
Er benötigt direkten Zugang zu Wasser, ist jedoch unabhängig von Feuchtgebieten oder Küsten. Er sucht gerne in losen Baum- und Strauchgruppen Zuflucht. Massenwanderungen führen die geselligen Tiere auch über höherliegende Landschaften oder Bergregionen.

## Nahrung
Während der Brutzeit ernähren sich die Vögel hauptsächlich von Insekten, vorwiegend von Heuschrecken und Heupferden, und anderen schwärmenden Springschrecken (Orthoptera). Nach dem Flüggewerden der Jungen besteht die Hauptnahrung überwiegend aus Trauben und Maulbeeren. Im Herbst und Winter frisst er auch Früchte, Nektar und Samen. Feldheuschrecken (Acrididae) sind etwa 40 bis 50 Tage im Sommer flugunfähig und bilden damit eine hervorragende Nahrungsgrundlage für den Rosenstar.
Rosenstare nehmen ihre Beute fast ausschließlich vom Boden auf, selten kommt es auch vor, dass Heuschrecken im Flug erbeutet werden. Beim Aufsammeln der Heuschrecken vom Boden bilden sich große Scharen von Rosenstaren, die sich alle in eine Richtung bewegen. Die vorderen Vögel bewegen sich dabei schneller als die hinten liegenden, welche dies durch einen kurzen Flug nach vorne ausgleichen. So entsteht eine rollierende Gruppendynamik.
Rosenstare gelten als nützlich für viele ländliche Bevölkerungsschichten, da sie ihre Nahrung oft zwischen Weidevieh suchen und die gefürchteten Wanderheuschreckenschwärme dezimieren.

## Fortpflanzung

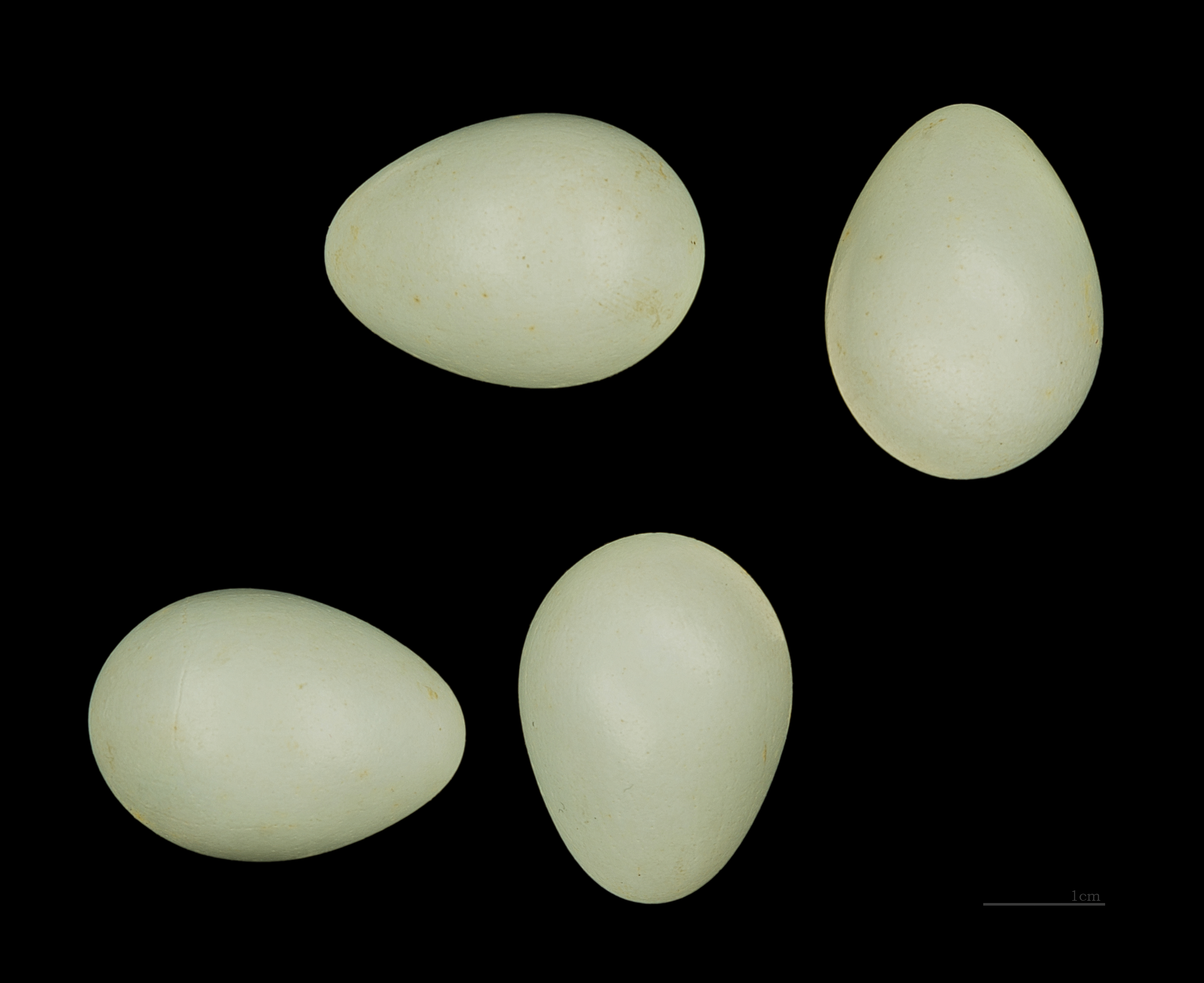
Eier des Rosenstars

Die wenigen Populationen im Südosten Europas beginnen von Ende Mai bis Mitte Juni zu brüten. Östlichere Populationen, so zum Beispiel in Kasachstan, beginnen schon Mitte April bis Mitte Mai. Der Neststandort ist sehr variabel. Man findet sie oft in kleinen Zwischenräumen von Stein- und Geröllhaufen, in Felsspalten, Klippen, unter Eisenbahnschwellen, Mauern oder Brücken, unter Wurzeln oder in Strohdächern, in verlassenen oder eingenommenen Löchern der Uferschwalbe und manchmal auch in Baumhöhlen alter Weiden. 
Das grobe Nest besteht aus dünnen Zweigen und Gras und ist mit feinerem Gras, frischem Wermut oder Federn gepolstert. Oft findet man auch Stängel und Blätter von mehrjährigen krautigen Pflanzen, speziell Riesenfenchel (Ferula communis). 
Das Nest wird oft mehrere Jahre benutzt. 

### Eier
Das Weibchen legt drei bis sechs Eier, welche blass blau bis himmelblau gefärbt sind und lediglich einen leichten Glanz zeigen. Die Eier werden von beiden Geschlechtern 14 bis 16 Tage bebrütet, bevor die Jungen schlüpfen.

## Zugverhalten
Rosenstare sind Zugvögel und überwintern südöstlich der Brutgebiete auf dem indischen Subkontinent und den Inseln von Sri Lanka. Rosenstare ziehen in großen Scharen. Die westlichen Populationen ziehen erst direkt nach Osten, dann nach Südosten Richtung Indien. Dort angekommen, verteilen sie sich auf dem ganzen Subkontinent, östlich bis Bihar und südlich bis in die inselförmigen Küstengebiete.